# 薄叶柯
薄叶柯（学名：Lithocarpus tenuilimbus）为壳斗科柯属的植物，为中国的特有植物。分布于中国大陆的云南、广东、广西等地，生长于海拔700米至1,200米的地区，多生在山地常绿阔叶林中，目前尚未由人工引种栽培。